# خط هایلند غربی
خط هایلند غربی (گیلی اسکاتلندی: Rathad Iarainn nan Eilean) یک خط راه‌آهن در اسکاتلند است.
این خط که دارای ۳۳ ایستگاه است در ایستگاه راه‌آهن خیابان کویین گلاسکو شروع و در ایستگاه‌های مالیگ و اوبان به پایان میرسد.

## نگارخانه

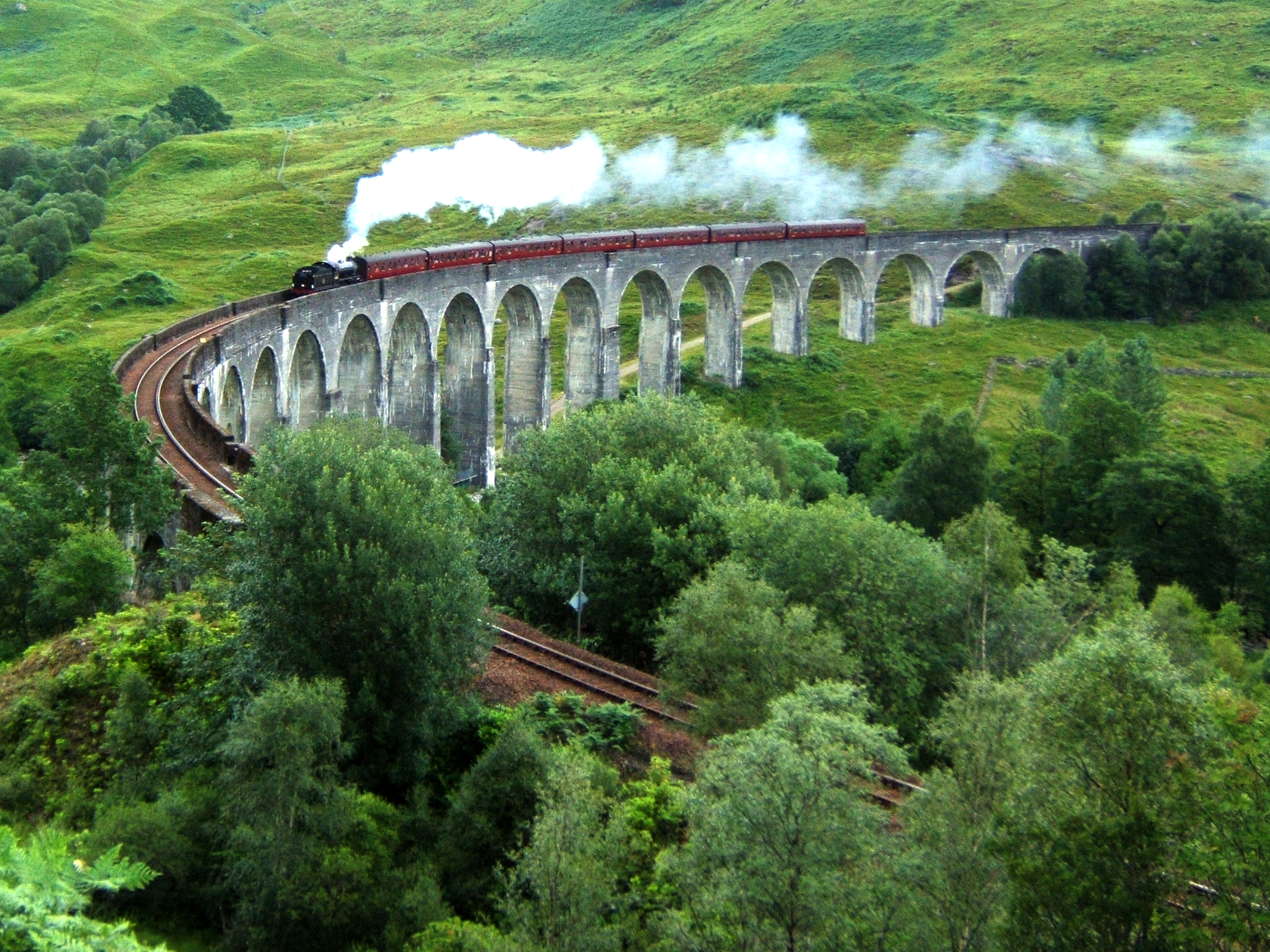
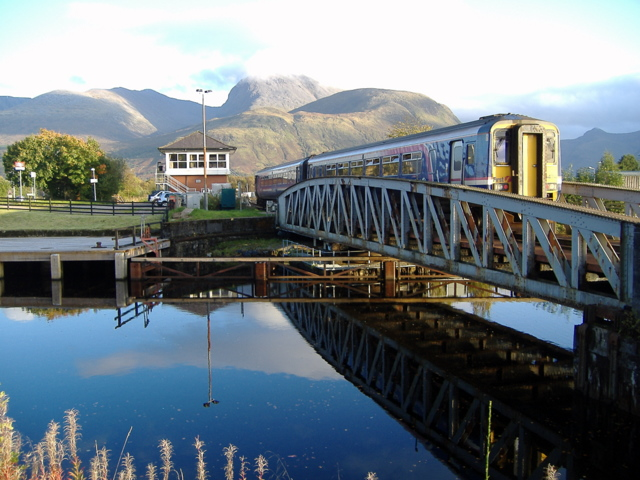
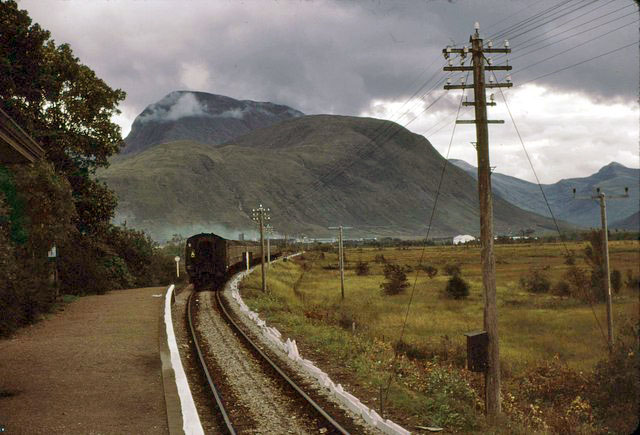
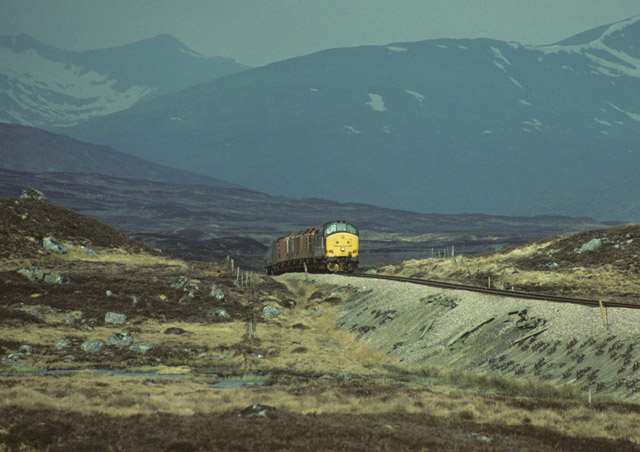
A freight train heading south on the West Highland Line
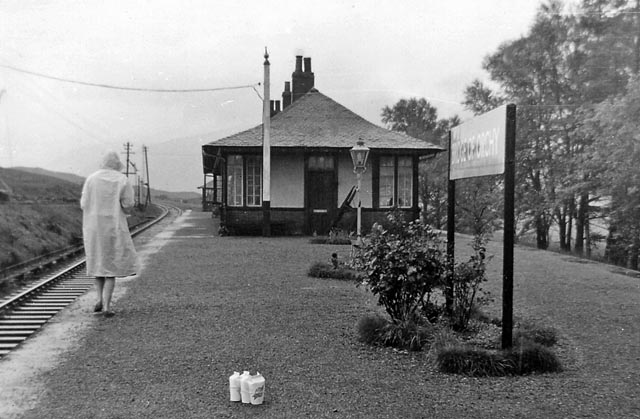
Bridge of Orchy Station in 1961
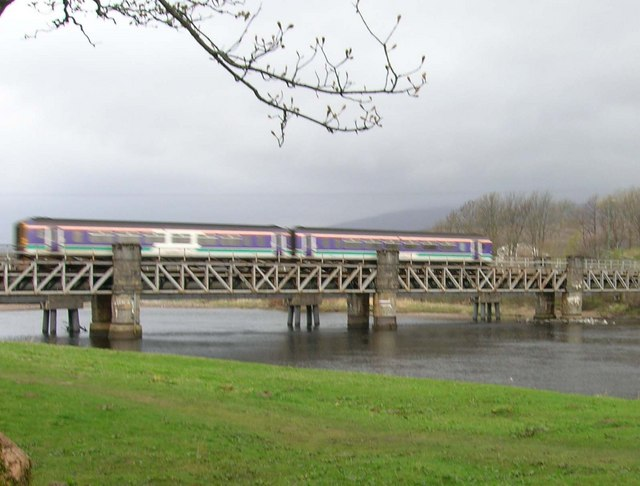
Railway Bridge near Inverlochy Castle
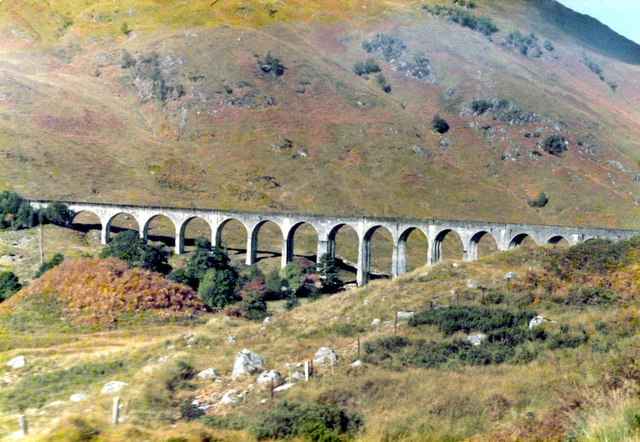
Approaching the Glenfinnan Viaduct